# Janine Chasseguet-Smirgel
Janine Chasseguet-Smirgel es una psicoanalista francesa, nacida en 1928 en París y muerta el 5 de marzo de 2006 en París. Fue miembro de la Sociedad psychanalytique de París. Estudió las relaciones entre la perversión y la creación. Como psicóloga, fue de las primeras en defender el análisis profano.

## Biografía
Janine Chasseguet-Smirgel realizó estudios en ciencias políticas, después una maestría DESS (diploma de estudios superiores espacializados) y un doctorado en psicología. Nacida de padres oriundos de Europa central. Gran parte de su familia fue diezmada por la deportación, la miseria y por la persecución antisemita.

### Sus ideas políticas
Su lucha del lado del Partido comunista se interrumpió en 1956 tras los acontecimientos de Budapest. Esta filiación es a menudo subestimada, debido a un controvertido libro que escribió con su marido Bela Grunberger, El universo contestatario que es un análisis del izquierdismo de 1968.

### Posturas
Es de las primeras en analizar y criticar las posiciones "sobre la primacía del órgano viril" en las teorías de Freud acerca de la sexualidad, alejándose por completo de las posturas de Karen Horney. Su libro El cuerpo como espejo del mundo. Una mirada psicoanalítica sobre nuestra sociedad es un ejemplo de las posturas que defendía sobre todo contra las ideas de Wilhelm Reich contra el cual y junto a su marido ya había escrito. Ella reprobaba por encima de todo la idea de "liberación sexual" que había inspirado a ciertos adeptos del movimiento de Mayo del 68. Así mismo, se erigió con ahínco contra las ideas de Lacan a quien percibía como "un gurú". En el mismo sentido, tomó la visión actual sobre la sexualidad y la indiferenciación de los sexos que ella aduce a "el odio del femenino maternal".
Ocupó diversas responsabilidades en organismos psicoanalíticos dependientes de la Asociación Psiconalítica Internacional no limitándose a su pertenencia en la Sociedad Psicoanalítica de París. Ofició, entre otros lugares, en Gran Bretaña, y en Estados Unidos de América; sobre todo en torno a sus ideas sobre la sexualidad femenina. Se le describe a menudo como una persona "comprometida" y "apasionada" por el psicoanálisis que practicó de manera regular y constante a pesar de sus numerosas ocupaciones internacionales.